# Тарасовка (Башкортостан)
Тарасовка (баш. Тарасовка) — деревня в Дюртюлинском районе Республики Башкортостан Российской Федерации. Входит в состав Ангасяковского сельсовета.

## География

### Географическое положение
Расстояние до:
- районного центра (Дюртюли): 16 км,
- центра сельсовета (Ангасяк): 7 км,
- ближайшей ж/д станции (Янаул): 133 км.

## Население
| 2002 | 2009 | 2010 |
| ---- | ---- | ---- |
| 87   | ↘57  | ↘55  |

Национальный состав
Согласно переписи 2002 года, преобладающая национальность — русские (78 %).